# Cirra
Cirra (in greco antico: Κίρρα?) è un villaggio della Focide, nella Grecia centrale. Fa parte dell'unità municipale di Itea e viene a volte chiamato Adrastea. Cirra è parte di un gruppo di tre centri abitati a partire dal nord con Delfi, scendendo a sud verso il golfo di Corinto a Itea, che è la città principale della zona, e poi giù verso la costa a pochi chilometri vi è Cirra.

## Storia
Nei tempi antichi, Cirra era una città fortificata che controllava l'accesso a Delfi dal Golfo di Corinto. Questa posizione strategica permise ai suoi cittadini di rubare ai pellegrini che si recavano verso il santuario di Apollo a Delfi, di raccogliere le tasse e di annettersi le terre sacre del tempio. Questo comportamento indusse molte delle altre poleis a costituire l'anfizionia delfica, un'alleanza militare dedicata alla protezione di Delfi, intorno al 600 a.C. La Lega consultò l'oracolo per consigli su come affrontare Cirra, e la risposta fu un invito alla guerra totale. I membri della Lega promisero di distruggere completamente Cirra e devastare le aree circostanti, e per questo aggiunsero una maledizione in nome di Apollo: che il loro terreno non doveva più produrre, che i figli delle loro donne e del loro bestiame dovevano essere deformati, e che l'intero gruppo etnico che abitava la città doveva essere sradicato. La guerra andò avanti per dieci anni (595-585 a.C.) e divenne nota come prima guerra sacra.
Il comando venne affidato a un Tiranno, Clistene di Sicione, che usò la sua potente flotta per bloccare il porto della città prima che gli alleati dell'anfizionia ponessero d'assedio Cirra. Ciò che accadde dopo questa azione è argomento di dibattito: la prima ipotesi, e quindi probabilmente la più affidabile, è quella dello scrittore medico Tessalo, che nel V secolo a.C. scrisse che gli aggressori avevano scoperto un tubo dell'acqua segreto che conduceva in città rotto casualmente da uno zoccolo di cavallo. Un asclepiad (medico) chiamato Nebro consigliò gli alleati di avvelenare l'acqua con l'elleboro: quest'ultimo presto rese i difensori deboli procurando loro una diarrea tale da non consentire di continuare a resistere all'assalto. Cirra venne catturata e tutta la popolazione venne trucidata. Nebro era un antenato di Ippocrate di Kos, quindi questa storia ha indotto molti a chiedersi se non sia stato un senso di colpa per l'utilizzo del veleno da parte del suo antenato che spinse Ippocrate a stabilire l'omonimo giuramento.
Gli storici successivo hanno narrato differenti storie: secondo Sesto Giulio Frontino (Strat. III.7.6), che scrisse nel I secolo, dopo aver scoperto il tubo, l'anfizionia decise di tagliarlo, assetando così l'intera città. Dopo un po' ripristinarono il tubo, permettendo all'acqua di tornare a fluire in città. I cittadini, disperati, iniziarono subito a bere senza sapere che Clistene l'aveva avvelenata con l'elleboro. Secondo Polieno, uno scrittore del II secolo, dopo che il tubo era stato scoperto, gli attaccanti aggiunsero l'elleboro alla sorgente da cui proveniva l'acqua senza mai privare d'acqua gli abitanti della città. Polieno diede anche credito che non era stato Clistene a decidere la strategia, ma il generale Euriloco, che consigliò ai suoi alleati di raccogliere una grande quantità di elleboro da Anticira, dove era abbondante. Le storie di Frontino e Polieno hanno entrambe lo stesso risultato come il racconto di Tessalo: la sconfitta di Cirra.
L'ultimo storico importante che abbia avanzato una nuova teoria dell'assedio fu Pausania, attivo nel III secolo. Nella sua versione dei fatti Solone di Atene deviò il corso del fiume Pleisto in modo che non passasse più attraverso Cirra. Solone aveva sperato così di sconfiggere gli abitanti di Cirra con la sete, ma il nemico fu in grado di ottenere abbastanza acqua dai pozzi e dalla pioggia. Solone avrebbe poi aggiunto una grande quantità di elleboro all'acqua del Pleisto lasciandola fluire verso Cirra. L'avvelenamento poi consentì agli alleati di distruggere la città.

## Curiosità
- Cirra era una Ninfa da cui la città di Cirra in Focide si credeva avesse tratto il suo nome.
- Cirra è un altro nome della ninfa Adrastea. A Cirra, il porto di Deli, Pausania descrisse "un tempio di Apollo, Artemide e Leto, con immagini molto grandi di fattura Attica. C'era anche un tempio ad Adrastea ma di dimensioni molto minori. Ella era a volte chiamata Nemesi, probabilmente significando "colei dalla quale non c'è scampo"; il suo epiteto di Erinni ("implacabile") è appositamente applicato a Demetra e alla Frigia dea madre, Cibele.